# Abasidska revolucija
Abasidska revolucija (arabsko الثورة العباسية, latinizirano: ath-thawra al-ʿAbbāsiyyah), imenovana tudi Gibanje mož črnega oblačila (arabsko ثَوْرَةُ أَصْحَابِ السَّوَاد, latinizirano: Thawrat ʾAṣḥābi al-Sawād), je bila strmoglavljenje Omajadskega kalifata (661–750), drugega od štirih glavnih kalifatov v islamski zgodovini, s strani tretjega, Abasidskega kalifata (750–1517).
Abasidski upor je izbruhnil v vzhodni provinci Horasan sredi 8. stoletja, podžgan z razširjenim nezadovoljstvom z omajadsko vladavino. Abasidi, ki so trdili, da izvirajo od Mohamedovega strica Abasa, so izkoristili različne pritožbe, vključno z diskriminacijo nearabskih muslimanov (mawali), visokimi davki in domnevno brezbožnostjo omajadskih vladarjev. Pod vodstvom Abu Muslima Horasanija je upor združil različne skupine, vključno s Perzijci, nezadovoljnimi Arabci in šiitskimi privrženci, pod zastavo obnove vladavine prerokovi družini. Revolucionarji so za svojo barvo sprejeli črno in napredovali proti zahodu, premagujoč omajadske sile. Odločilna bitka pri Zabu leta 750 je prinesla zmago abasidski vojski nad zadnjim omajadskim kalifom Marvanom II.. Ta zmaga je privedla do padca omajadske dinastije in vzpostavitve abasidske vladavine, kar je pomenilo pomemben premik v bazi moči kalifata iz Sirije v Irak in začetek novega obdobja islamske vladavine.

## Ozadje
Do 740-ih let se je Omajadsko cesarstvo znašlo v kritičnem stanju. Kriza nasledstva leta 744 je privedla do Tretje fitne, ki je tri leta divjala po Bližnjem vzhodu. Že naslednje leto je al-Dahhak ibn Kajs al-Šajbani sprožil haridžitski upor, ki je trajal do leta 746. Sočasno s tem je izbruhnil upor kot reakcija na odločitev Marvana II., da prestavi prestolnico iz Damaska v Haran, kar je povzročilo uničenje Homsa – prav tako leta 746. Šele leta 747 je Marvan II. uspel pomiriti province; abasidska revolucija se je začela v nekaj mesecih.
Nasr ibn Sajjar je bil leta 738 imenovan za guvernerja Horasana s strani Hišama ibn Abd al-Malika. Svoj položaj je obdržal skozi celotno vojno za nasledstvo, po njej pa ga je potrdil Marvan II.
Obsežna velikost Horasana in nizka gostota prebivalstva sta pomenili, da so arabski prebivalci – tako vojaški kot civilni – živeli večinoma zunaj garnizonov, zgrajenih med širjenjem islama v Perzijo. To je bilo v nasprotju z ostalimi omajadskimi provincami, kjer so se Arabci ponavadi zapirali v trdnjave, da bi se izognili interakciji z domačini. Arabski naseljenci v Horasanu so zapustili svoj tradicionalni način življenja in se naselili med domačimi iranskimi ljudstvi. Medtem, ko je bilo poročanje z nearabci drugod po cesarstvu odsvetovano ali celo prepovedano, je v vzhodnem Horasanu počasi postalo navada; Arabci so začeli sprejemati perzijsko obleko in ko sta jezika vplivala drug na drugega, so se etnične ovire postopoma zmanjšale.

## Vzroki
Podpora abasidski revoluciji je prihajala od ljudi različnih ozadij, pri čemer so skoraj vse ravni družbe podpirale oborožen odpor proti omajadski vladavini. To je bilo še posebej izrazito med muslimani nearabskega porekla, čeprav so celo arabski muslimani zamerili omajadsko vladavino in centralizirano oblast nad svojim nomadskim načinom življenja. Tako suniti kot šiiti so podpirali prizadevanja za strmoglavljenje Omajadske dinastije, prav tako pa tudi nemuslimanski podložniki cesarstva, ki so zamerili versko diskriminacijo.

### Nezadovoljstvo med šiitskimi muslimani
Po bitki pri Karbali, ki je leta 680 n. št. privedla do pokola Husayna ibn Alija, vnuka Mohameda, ter njegovih sorodnikov in spremljevalcev s strani omajadske vojske, šiiti so ta dogodek uporabili kot bojni klic opozicije proti Omajadom. Abasidi so prav tako obširno uporabljali spomin na Karbalo, da bi pridobili splošno podporo proti Omajadom.
Gibanje Hašimija (podsekta Kajsanitskih šiitov) je bilo v veliki meri odgovorno za začetek končnih prizadevanj proti Umajadski dinastiji, sprva z namenom zamenjave Umajadov z vladajočo družino Alidov. Do neke mere je upor proti Umajadom nosil zgodnjo povezavo s šiitskimi idejami. Že prej so se zgodili številni šiitski upori proti Umajadski vladavini, čeprav so bili odprti glede svoje želje po Alidskem vladarju. Zayd ibn Ali se je boril proti Umajadom v Iraku, medtem ko je Abdallah ibn Mu'awiya celo vzpostavil začasno vladavino nad Perzijo. Njihov umor ni le povečal protiumajadskega razpoloženja med šiiti, ampak je tako šiitom kot sunitom v Iraku in Perziji dal skupen bojni klic. Hkrati je zajetje in umor glavnih šiitskih opozicijskih osebnosti povzročilo, da so bili Abasidi edini realni kandidati za praznino, ki bi jo pustili Umajadi.
Abasidi so molčali o svoji identiteti, preprosto so izjavili, da želijo vladarja iz potomcev Mohameda, o čigar izbiri za kalifa bi se muslimanska skupnost strinjala. Mnogi šiiti so seveda domnevali, da to pomeni Alidskega vladarja, kar so Abasidi tiho spodbujali, da bi pridobili šiitsko podporo. Čeprav so bili Abasidi člani klana Banu Hashim, rivalov Umajadov, se zdi, da se beseda "Hašimija" nanaša posebej na Abd-Allah ibn Muhammad ibn al-Hanafiyyah, vnuka Alija]] in sina Muhammad ibn al-Hanafiyyah.
Po nekaterih izročilih je Abd-Allah umrl leta 717 v Humeimi v hiši Mohammad ibn Ali Abbasi, vodje Abasidske družine in pred smrtjo imenoval Mohameda ibn Alija za svojega naslednika. Čeprav anekdota velja za izmišljotino, je takrat Abasidom omogočila, da so zbrali privržence neuspelega upora Mukhtar al-Thaqafi, ki so se predstavljali kot privrženci Mohameda ibn al-Hanafiyya. Ko je bila revolucija v polnem teku, je večina Kajsanitskih šiitov bodisi prenesla svojo zvestobo na Abasidsko dinastijo (v primeru Hašimija), ali pa so se spreobrnili v druge veje šiizma in Kajsaniti so prenehali obstajati.

### Nezadovoljstvo med nearabskimi sunitskimi muslimani
Omajadska država je ostala v spominu kot arabocentrična država, ki so jo vodili in je služila v korist tistim, ki so bili etnično Arabci, čeprav muslimani po veri. Nearabski muslimani so zamerili svoj obrobni družbeni položaj in so se zlahka vključili v abasidsko opozicijo omajadski vladavini. Arabci so prevladovali v birokraciji in vojski ter so bili nastanjeni v trdnjavah, ločenih od lokalnega prebivalstva zunaj Arabije. Tudi po spreobrnitvi v islam nearabci ali Mawali niso smeli živeti v teh garnizijskih mestih. Nearabci niso smeli delati za vlado niti niso smeli opravljati častniških položajev v omajadski vojski in so še vedno morali plačevati davek jizya za nemuslimane. Nemuslimani pod omajadsko vladavino so bili podvrženi istim prepovedim.  Rasna poroka med Arabci in nearabci je bila redka. Ko se je zgodila, je bila dovoljena le med arabskim moškim in nearabsko žensko, medtem ko nearabski moški na splošno niso smeli poročiti arabskih žensk.
Spreobrnitev v islam se je dogajala postopoma. Če se je nearabec želel spreobrniti v islam, ni smel le opustiti svojega imena, ampak je moral ostati drugorazredni državljan. Nearabec bi bil "posvojen" s strani arabskega plemena, čeprav dejansko ne bi prevzel imena plemena, saj bi to tvegalo onesnaženje arabske rasne čistosti. Namesto tega bi nearabec prevzel priimek "osvobojenec al-(ime plemena)", tudi če pred spreobrnitvijo ni bil suženj. To je v bistvu pomenilo, da je bil podrejen plemenu, ki je sponzoriralo njegovo spreobrnitev.
Čeprav so spreobrnjenci v islam predstavljali približno 10% domorodnega prebivalstva – večina ljudi, ki so živeli pod omajadsko vladavino, ni bila muslimanov – je bil ta odstotek pomemben zaradi zelo majhnega števila Arabcev. Postopoma so nearabski muslimani presegli število arabskih muslimanov, kar je povzročilo zaskrbljenost med arabskim plemstvom. Družbeno je to predstavljalo problem, saj so Omajadi islam obravnavali kot last aristokratskih arabskih družin. Za Umajadski sistem se je pojavil tudi precej velik finančni problem. Če bi se novi spreobrnjenci v islam iz nearabskih ljudstev prenehali plačevati davek jizya, ki ga je Koran določal za nemuslimane, bi imperij bankrotiral. To pomanjkanje državljanskih in političnih pravic je sčasoma privedlo do tega, da so nearabski muslimani podprli Abaside, kljub temu, da so bili tudi slednji Arabci.
Čeprav so arabski guvernerji sprejeli bolj sofisticirane iranske metode vladne administracije, nearabcem še vedno ni bilo dovoljeno zasedati takšnih položajev. Nearabcem celo ni bilo dovoljeno nositi oblačil v arabskem slogu, tako močni so bili občutki arabske rasne superiornosti, ki so jih gojili Umajadi. Velik del nezadovoljstva, ki ga je to povzročilo, je privedel do gibanja Shu'ubiyya, trditve o nearabski rasni in kulturni enakosti z Arabci. Gibanje je pridobilo podporo med Egipčani, Aramejci in Berberi, čeprav je bilo to gibanje najbolj izrazito med iranskimi ljudmi.

#### Represija iranske kulture
Zgodnje muslimansko osvajanje Perzije je bilo povezano z anti-iransko arabsko politiko, ki je povzročila veliko nezadovoljstva. Do časa Abd al-Malik ibn Marvana so v divanu prevladovali mawali, računi pa so bili napisani z uporabo pahlavsko pisavo. Kontroverzni umajadski guverner Al-Hajjaj ibn Yusuf je prisilil vse mawalije, ki so odšli v mesta, da bi se izognili plačilu davka kharaj, da se vrnejo na svoja ozemlja. Bil je razburjen zaradi uporabe perzijščine kot dvornega jezika v vzhodnem islamskem imperiju in je ukazal, da se spremeni v arabščino.

### Nezadovoljstvo med nemuslimani
Podpora abasidski revoluciji je bila zgodnji primer ljudi različnih ver, ki so se združili za skupno stvar. To je bilo v veliki meri posledica politik Umajadov, ki so bile obravnavane kot še posebej zatiralske do vseh, ki so sledili veri, ki ni islam. Leta 741 so Umajadi odredili, da nemuslimani ne morejo služiti na vladnih položajih. Abasidi so se zavedali tega nezadovoljstva in si prizadevali uravnotežiti tako svoj muslimanski značaj kot tudi svojo delno nemuslimansko podporno bazo.
Ne-muslimansko plemstvo okoli Merva je podpiralo Abaside in tako ohranilo svoj status privilegiranega vladajočega razreda ne glede na versko prepričanje.

## Dogodki

### Nastanek
Približno leta 719 so misije Hašimije začele iskati privržence v Horasanu. Njihova kampanja je bila oblikovana kot prozelitizem. Iskali so podporo za "člana prerokove hiše, ki bo vsem všeč", ne da bi izrecno omenjali Abaside. Te misije so bile uspešne tako med Arabci kot med nearabci, čeprav so slednji morda igrali še posebej pomembno vlogo pri rasti gibanja. Številni šiitski upori – s strani Kajsanitov, Hašimije in glavnih šiitov – so se zgodili v zadnjih letih vladavine Omajadov, ravno v istem času, ko so se med sirskimi kontingenti omajadske vojske razplamtele strasti glede zavezništev in prestopkov med drugo in Tretja fitna.
V tem času je bila Kufa središče opozicije proti omajadski vladavini, zlasti Alijevih privržencev in šiitov. Leta 741–42 je Abu Muslim tam prvič navezal stik z abasidskimi agenti in sčasoma so ga predstavili vodji Abasidov, imamu Ibrahim ibn Muhammad ibn Aliju v Meki. Okoli leta 746 je Abu Muslim prevzel vodstvo Hašimije v Horasanu. Za razliko od alidskih uporov, ki so bili odprti in neposredni glede svojih zahtev, so Abasidi skupaj s hašimitskimi zavezniki počasi gradili podzemno odporniško gibanje proti omajadski vladavini. Skrivne mreže so bile uporabljene za izgradnjo baze moči podpore v vzhodnih muslimanskih deželah, da bi zagotovili uspeh revolucije. Ta nastanek se ni zgodil le takoj po zajditskem uporu v Iraku, ampak tudi sočasno z berberskim uporom v Iberiji in Magrebu, Ibadskim uporom v Jemnu in Hedžasu, in tretji fitni v Levantu, z uporom al-Harith ibn Surayja v Horasanu in Srednji Aziji, ki se je zgodil sočasno z revolucijo samo. Abasidi so svoj čas priprave preživeli opazujoč, kako je bilo Omajadske cesarstvo oblegano od znotraj v vseh štirih kardinalnih smereh, in profesor emeritus G. R. Hawting je zatrdil, da tudi če bi bili omajadski vladarji seznanjeni z abasidskimi pripravami, se ne bi bilo mogoče mobilizirati proti njim.

#### Upor Ibn Surajdža
Leta 746 je Ibn Surajdž začel svoj upor v Mervu sprva brez uspeha, celo izgubil je svojega tajnika Jahm bin Safwana. Po združitvi sil z drugimi uporniškimi frakcijami je Ibn Surajdž pregnal omajadskega guvernerja Nasra ibn Sajjarja in njegove sile v Nišapur; frakciji sta se kmalu zatem medsebojno prevarali, pri čemer je bila frakcija Ibn Surajdža uničena. Zahodni Horasan je takrat nadzoroval Abdallah ibn Mu'awiya, kar je Ibn Sajjarja na vzhodu odrezalo od Marwana II. Poleti 747 je Ibn Sayyar prosil za mir, kar so preostali uporniki sprejeli. Vodjo upornikov je umoril sin Ibn Surayja v maščevalnem napadu, medtem ko se je v vaseh začel še en šiitski upor. Sin preostalih upornikov je podpisal mirovni sporazum in Ibn Sayyar se je avgusta 747 vrnil na svoje mesto v Mervu – takoj po tem, ko je Abu Muslim sprožil lasten upor.

### Perzijska faza
9. junija 747 (25. ramadan, 129 AH) je Abu Muslim uspešno sprožil odprt upor proti omajadski vladavini, ki je bil izveden pod znakom Črnega praporja. Skoraj 10.000 vojakov je bilo pod poveljstvom Abu Muslima, ko so se sovražnosti uradno začele v Mervu. 14. februarja 748 je vzpostavil nadzor nad Mervom, izgnal Nasr ibn Sayyara manj kot leto dni potem, ko je slednji zatrl upor Ibn Surayja in poslal vojsko proti zahodu.
Novoimenovani abasidski častnik Qahtaba ibn Shabib al-Ta'i, skupaj s sinovoma Al-Hasan ibn Qahtaba in Humayd ibn Qahtaba, je zasledoval Ibn Sayyarja do Nishapurja in ga nato potisnil naprej proti zahodu do Qumis, Iran, v zahodni Perziji. Tistega avgusta je al-Ta'i premagal omajadsko silo 10.000 mož pri Gorganu, jugovzhodno od Kaspijskega morja. Ibn Sayyar se je pregrupiral z okrepitvami kalifa v Reyu blizu današnje prestolnice "Teheran", vendar je tudi to mesto padlo, prav tako pa tudi kalifov poveljnik; Ibn Sayyar je ponovno pobegnil proti zahodu in umrl 9. decembra 748, ko je poskušal doseči Hamedan v jugozahodni Perziji. Al-Ta'i se je pomikal proti zahodu skozi Horasan in marca 749 premagal 50.000 močno omajadsko silo pri Isfahanu v osrednji Perziji.
Pri Nahavandu v jugozahodni Perziji so Omajadi poskušali zadnjič vzpostaviti obrambo v Perziji. Omajadske sile, ki so bežale iz Hamedana in preostali možje Ibn Sayyarja so se pridružili tistim, ki so bili že nameščeni. Qahtaba je premagal omajadski pomožni kontingent iz Sirije, medtem ko je njegov sin al-Hasan oblegal Nahavand več kot dva meseca. Omajadske vojaške enote iz Sirije znotraj garnizije so sklenile dogovor z Abasidi, s čimer so si rešile življenja tako, da so izdale omajadske enote iz Horasana, ki so bile vse usmrčene. Po skoraj devetdesetih letih se je omajadska vladavina v Horasanu končno končala.
Hkrati, ko je al-Ta'i zavzel Nišapur, ki se nahaja v severovzhodnem Horasanu, je Abu Muslim krepil abasidski nadzor nad muslimanskim severovzhodom. Abasidski guvernerji so bili imenovani nad Transoksanije in Baktrije (deli današnjega Turkmenistana, Tadžikistana, Uzbekistana, Kirgizistana in Kazahstana), medtem ko je Abu Muslim ponudil mirovni sporazum tudi upornikom, ki so podpisali mirovni sporazum z Nasr ibn Sayyarjem, vendar so bili nato prevarani in uničeni. Z umiritvijo vseh uporniških elementov na vzhodu in predajo Nahavanda na zahodu so bili Abasidi nesporni vladarji Horasana.

### Mezopotamska faza
Abasidi niso izgubljali časa in so nadaljevali iz Perzije v Mezopotamijo. Avgusta 749 je umajadski poveljnik Yazid ibn Umar al-Fazari poskušal srečati sile al-Ta'ija, preden bi te dosegle Kufo. Abasidi niso hoteli biti prekašani in so sprožili nočni napad na sile al-Fazarja, preden so se te imele priložnost pripraviti. Med napadom je bil al-Ta'i sam končno ubit v bitki. Kljub izgubi je bil al-Fazari poražen in je pobegnil s svojimi silami v Wasit. Obleganje Wasita je potekalo od tistega avgusta do julija 750. Čeprav je bil izgubljen spoštovan vojaški poveljnik, je bil velik del umajadskih sil v bistvu ujet znotraj Wasita in so jih lahko pustili v njihovem virtualnem zaporu, medtem ko so se izvajale bolj ofenzivne vojaške akcije.
Sočasno z obleganjem leta 749 so Abasidi prečkali Evfrat in zavzeli Kufo. Sin Khalida al-Qasrija – osramočenega umajadskega uradnika, ki je bil nekaj let prej mučen do smrti – je začel pro-abasidski upor, ki se je začel v mestni citadeli. 2. septembra 749 je al-Hasan bin Qahtaba v bistvu samo vkorakal v mesto in se tam ustalil. Sledila je zmeda, ko je Abu Salama, abasidski častnik, pritiskal na alidskega vodjo. Zaupnik Abu Muslima Abu Jahm je poročal o dogajanju, Abasidi pa so ukrepali preventivno. V petek, 28. novembra 749, še preden se je obleganje Wasita končalo, je bil As-Saffah, pravnuk Mohamedovega strica, al-Abbasa, priznan kot novi kalif v mošeji v Kufi. Abu Salama, ki je bil priča dvanajstim vojaškim poveljnikom iz revolucije, ki so prisegli zvestobo, je bil osramočen in je sledil zgledu.
Prav tako hitro, kot so Qahtabove sile korakale iz Khorasana v Kufa, so sile Abdallaha ibn Alija in Abu Awna Abd al-Malika ibn Yazida korakale proti Mosulu (v današnjem severnem Iraku). Takrat je Marwan II. mobiliziral svoje čete iz Harrana (današnja južna osrednja Turčija) in napredoval proti Mezopotamiji. 16. januarja 750 sta se obe sili srečali na levem bregu pritoka Tigrisa v bitki pri Zabu, devet dni kasneje pa je bil Marwan II poražen in njegova vojska popolnoma uničena. Bitka velja za tisto, ki je dokončno zapečatila usodo Umajadov. Vse, kar je Marwan II lahko storil, je bilo, da je pobegnil skozi Sirijo in v Egipt, pri čemer se je vsako umajadsko mesto predalo Abasidom, ko so ti v zasledovanju prodirali skozi. 
Damask je padel v roke Abasidov aprila, avgusta pa so Marwana II. in njegovo družino izsledile majhne sile pod vodstvom Abu Awna in [aliha ibn Alija (brata Abdallaha ibn Alija) in jih ubile v Egiptu. Al-Fazari, umajadski poveljnik v Wasitu, se je držal tudi po porazu Marwana II. januarja. Abasidi so mu julija obljubili amnestijo, a takoj, ko je zapustil trdnjavo, so ga namesto tega usmrtili. Po skoraj natanko treh letih upora je umajadska država propadla.

## Taktike

### Etnična enakost
Vojaška organizacija Abasidov je bila zasnovana z namenom etnične in rasne enakosti med podporniki. Ko je Abu Muslim rekrutiral mešane arabske, turške in iranske častnike vzdolž Svilne poti, jih je registriral ne na podlagi njihove plemenske ali etnično-nacionalne pripadnosti, temveč na podlagi njihovih trenutnih prebivališč. To je močno zmanjšalo plemensko in etnično solidarnost ter oba koncepta nadomestilo z občutkom skupnih interesov med posamezniki.

### Propaganda
Abasidska revolucija je zgodnji srednjeveški primer učinkovitosti propagande. Črni prapor, razvit na začetku odprte faze revolucije, je nosil mesijanske prizvoke zaradi preteklih neuspelih uporov članov Mohamedove družine, z izrazitimi eshatološkimi in milenijskimi poudarki. Abasidi – njihovi voditelji so izhajali iz Mohamedovega strica Abbas ibn Abd al-Muttaliba – so prirejali žive zgodovinske rekonstrukcije umora Mohamedovega vnuka Husayn ibn Alija s strani vojske drugega umajadskega vladarja Yazid I., čemur so sledile obljube o maščevanju. Pozornost je bila skrbno usmerjena na zapuščino Mohamedove družine, medtem ko podrobnosti o tem, kako so Abasidi dejansko nameravali vladati, niso bile omenjene. Medtem ko so Umajadi predvsem porabili svojo energijo za izkoreninjenje Alidske linije preroške družine, so Abasidi skrbno revidirali muslimanske kronike, da bi dali večji poudarek na razmerje med Mohamedom in njegovim stricem.
Abasidi so več kot eno leto pripravljali svojo propagandno kampanjo proti Umajadom. V provinci Horasan je bilo skupno sedemdeset propagandistov, ki so delovali pod dvanajstimi centralnimi uradniki.

### Skrivnostnost
Abasidska revolucija se je odlikovala po številnih taktikah, ki so bile odsotne pri drugih, neuspešnih protiumajadskih uporih v tistem času. Glavna med njimi je bila skrivnostnost. Medtem ko so šiitski in drugi upori v tistem času imeli javno znane voditelje, ki so postavljali jasne in dobro opredeljene zahteve, so Abasidi skrivali ne le svoje identitete, temveč tudi svoje priprave in sam obstoj. As-Saffah je postal prvi abasidski kalif, vendar se ni javil, da bi prejel prisego zvestobe od ljudi, dokler umajadski kalif in veliko število njegovih princev niso bili že ubiti.
Abu Muslim al-Khorasani, ki je bil glavni abasidski vojaški poveljnik, je bil še posebej skrivnosten; celo njegovo ime, ki dobesedno pomeni "oče muslimana iz velikega, ravnega območja vzhodnega muslimanskega imperija", ni dalo nobenih smiselnih informacij o njem osebno. Tudi danes, čeprav so učenjaki prepričani, da je bil resnična, dosledna oseba, obstaja široko soglasje, da so vsi konkretni predlogi o njegovi dejanski identiteti dvomljivi. Sam Abu Muslim je odsvetoval poizvedovanja o svojem izvoru, poudarjajoč, da sta njegova vera in kraj bivanja vse, kar je pomembno.
Kdor koli je že bil, je Abu Muslim zgradil tajno mrežo pro-abasidskega razpoloženja med mešanimi arabskimi in iranskimi vojaškimi častniki v garnizijskih mestih vzdolž Svilne poti. S tem mreženjem je Abu Muslim zagotovil oboroženo podporo Abasidom s strani večetnične sile leta, preden je revolucija sploh prišla na dan. Te mreže so se izkazale za bistvene, ker so častniki, nameščeni ob Svilni cesti, leta in leta preživeli v boju proti divjim turškim plemenom Srednje Azije in so bili izkušeni in spoštovani taktiki in bojevniki.

## Posledice
Zmagovalci so oskrunili grobnice Omajadov v Siriji, prizanesli so le grobnici Umarja II, večino preostalih članov omajadske družine pa so izsledili in ubili. Ko so Abasidi pod Abd Allahom ibn Alijem razglasili amnestijo za člane omajadske družine, se jih je osemdeset zbralo v Jaffi, da bi prejeli pomilostitev, vendar so bili vsi pobiti. Govorilo se je, da se je pokol zgodil med banketom, Abd Allah pa naj bi med dogodkom še naprej večerjal. Abd Allah ibn Ali je množične poboje Omajadov predstavil kot maščevanje za Husaynovo smrt v Karbali.
Takoj zatem so Abasidi utrdili svojo moč proti nekdanjim zaveznikom, ki so jih zdaj imeli za tekmece. Pet let po uspehu revolucije je bil Abu Muslim obtožen herezije in izdaje s strani drugega abasidskega kalifa al-Mansurja. Abu Muslim je bil usmrčen v palači leta 755 kljub temu, da je al-Mansurja spomnil, da je on (Abu Muslim) pripeljal Abaside na oblast, njegovi sopotniki pa so bili podkupljeni, da so molčali. Nezadovoljstvo nad kalifovo brutalnostjo in občudovanje Abu Muslima sta privedla do uporov proti abasidski dinastiji sami po vsem Horasanu in Kurdistanu.
Čeprav so bili šiiti ključni za uspeh revolucije, so abasidski poskusi, da bi si prisvojili ortodoksnost glede na omajadsko materialno razkošje, privedli do nadaljnjega preganjanja šiitov. Po drugi strani so nemuslimani ponovno pridobili vladne položaje, ki so jih izgubili pod Omajadi. Judje, nestorijanci, zoroastrijanci in celo budisti so bili ponovno vključeni v bolj kozmopolitsko cesarstvo, osredotočeno okoli novega, etnično in versko raznolikega mesta Bagdad.
Abasidi so bili v bistvu lutke posvetnih vladarjev od leta 945, čeprav se je njihova vladavina nad Bagdadom in njegovo okolico nadaljevala do leta 1258, ko so Mongoli oplenili Bagdad, medtem ko je njihova linija nominalnih kalifov trajala do leta 1517, ko so Osmani osvojili Egipt (sedež abasidskega kalifata po letu 1258) in si prisvojili kalifat. Obdobje dejanske, neposredne vladavine Abasidov je trajalo skoraj natanko dvesto let.
Eden od vnukov Hishama ibn Abd al-Malika, Abd ar-Rahman I., je preživel in po petih letih potovanja proti zahodu ustanovil kraljestvo v Al Andaluzu (Mavrska Iberija). V tridesetih letih je izgnal vladajoče Fihride in se upiral abasidskim vpadom, da bi ustanovil Kordovski emirat.2004. ISBN 0333632575</ref> To se šteje za razširitev Omajadskega kalifata in je vladalo iz Kordobe od leta 756 do 1031.

## Zapuščina
Abasidska revolucija je bila predmet velikega zanimanja tako zahodnih kot muslimanskih zgodovinarjev. Po besedah Saïda Amirja Arjomanda, profesorja sociologije na Državni univerzi v New Yorku, so analitične interpretacije revolucije redke, večina razprav pa se preprosto postavlja na stran iranske ali arabske interpretacije dogodkov. Pogosto so zgodnji evropski zgodovinarji konflikt obravnavali izključno kot nearabski upor proti Arabcem. Bernard Lewis, profesor emeritus za bližnjevzhodne študije na Univerzi Princeton, poudarja, da čeprav je bila revolucija pogosto označena kot perzijska zmaga in arabski poraz, je bil kalif še vedno Arabec, jezik administracije je bil še vedno arabščina in arabska plemiška družina ni bila prisiljena opustiti svojih zemljišč; namesto tega so bili Arabci le prisiljeni enakomerno deliti sadove imperija z drugimi rasami.
C. W. Previté-Orton trdi, da je bil razlog za propad Omajadov hitra širitev islama. V obdobju Omajadov so množične spreobrnitve pripeljale Irance, Berbere, Kopte in Asirce k islamu. Ti "klienti", kot so jih imenovali Arabci, so bili pogosto bolje izobraženi in bolj civilizirani kot njihovi arabski gospodarji. Novi spreobrnjenci so na podlagi enakosti vseh muslimanov preoblikovali politično pokrajino. Previté-Orton tudi trdi, da je spor med Arabci v Siriji in Arabci v Mezopotamiji dodatno oslabil imperij.
Revolucija je privedla do podelitve volilne pravice nearabskim ljudem, ki so se spreobrnili v islam, in jim podelila socialno in duhovno enakost z Arabci. Z odpravo socialnih omejitev se je islam spremenil iz arabske etnične imperije v univerzalno svetovno religijo. To je privedlo do velike kulturne in znanstvene izmenjave, znane kot Islamska zlata doba, pri čemer se je večina dosežkov zgodila pod Abasidi. Kar je bilo kasneje znano kot islamska civilizacija in kultura, so opredelili Abasidi, ne pa prejšnji Rašidunski in Omajadski kalifati. Nove ideje na vseh področjih družbe so bile sprejete ne glede na njihov geografski izvor, in začel se je pojav družbenih institucij, ki so bile islamske in ne arabske. Čeprav v prvem stoletju islama ni bilo razreda muslimanskega duhovništva, se je z abasidsko revolucijo in po njej pojavila ulamska kasta kot sila v družbi, ki se je postavila kot razsodniki pravičnosti in ortodoksnosti.
Z vzhodnim premikom prestolnice iz Damaska v Bagdad je Abasidski imperij sčasoma dobil izrazito perzijski značaj, v nasprotju z arabskim značajem Omajadov. Vladarji so postajali vse bolj avtokratski, včasih so se sklicevali na božansko pravico v obrambo svojih dejanj.

## Zaključek
Natančna in celovita zgodovina revolucije se je iz več razlogov izkazala za težko sestavljivo. Ni znanih sodobnih zapisov, ki bi se ohranili in večina virov je bila napisana več kot stoletje po revoluciji. Ker je bila večina zgodovinskih virov napisanih pod abasidsko vladavino, je treba opis Omajadov vzeti z rezervo; takšni viri opisujejo Omajade, v najboljšem primeru, zgolj kot nadomestke med rašidunskim in abasidskim kalifatom.
Historiografija revolucije je še posebej pomembna zaradi abasidske prevlade v večini zgodnjih muslimanskih zgodovinskih pripovedi; prav med njihovo vladavino se je zgodovina v muslimanskem svetu uveljavila kot samostojno področje, ločeno od pisanja na splošno. Začetno dvestoletno obdobje, ko so Abasidi dejansko imeli de facto oblast nad muslimanskim svetom, je sovpadalo s prvim sestavljanjem muslimanske zgodovine. Druga pomembna točka je, da čeprav je abasidska revolucija imela verske podtone proti nereligioznim in skoraj sekularnim Omajadom, je pod Abasidi prišlo tudi do ločitve mošeje in države. Historiografske raziskave se pogosto osredotočajo na utrjevanje muslimanske misli in obredov pod Abasidi, pri čemer so konflikti med ločenimi razredi vladarjev in klerikov povzročili končno ločitev religije in politike v imperiju.